# Marcusenius annamariae
Marcusenius annamariae és una espècie de peix pertanyent a la família dels mormírids i a l'ordre dels osteoglossiformes.

## Etimologia
Marcusenius fa referència a l'alemany Johann Marcusen (el primer ictiòleg a estudiar els mormírids de forma sistemàtica), mentre que l'epítet annamariae és un matrònim no identificat.

## Descripció
Fa 25,5 cm de llargària màxima.

## Alimentació
És entomòfag.

## Hàbitat i distribució geogràfica
És un peix d'aigua dolça, demersal i de clima tropical, el qual viu a Àfrica: és un endemisme d'Etiòpia (les conques del riu Baro i dels llacs de la Gran Vall del Rift).

## Observacions
És inofensiu per als humans i el seu índex de vulnerabilitat és de baix a moderat (27 de 100).